# Ludvig 14. af Frankrig
Ludvig 14. (fransk: Louis XIV, Louis le Grand; født 5. september 1638 i Saint-Germain-en-Laye, død 1. september 1715 i Versailles) var konge af Frankrig fra 1643 til 1715. Han kaldes Solkongen (fransk: le Roi Soleil).
Ludvig 14. er det klassiske eksempel på en enevældig konge. Udtalelsen; L'État, c’est moi! – Staten, det er mig! tilskrives ham, men med urette. Han styrkede kronens magt ved udbygning af den statslige forvaltning, ved at bekæmpe adelens opposition og ved at støtte det franske erhvervsliv. Livet ved hoffet blev helt og holdent tilpasset monarkens person. Hans prægtige fremtoning blev et symbol på hans fremtrædende stilling. Kongen støttede kunsten og videnskaben; det førte til en blomstringstid for fransk kultur. Ludvig fulgte en krigerisk udenrigspolitik, så Frankrig under hans regeringstid fik en stærkt dominerende placering i Europa. Han sad 72 år og 110 dage på tronen - fra 14. maj 1643, da han var fire år og otte måneder gammel, indtil han døde 1. september 1715, fire dage før han ville være fyldt 77 i september 1715. Han er dermed det længst regerende statsoverhoved i Europas historie.

## Overblik
Ludvig 14.s fødsel på slottet i Saint-Germain-en-Laye blev set som en lykkelig begivenhed, da hans forældre – Ludvig 13. og Anna af Østrig (1601-1666) havde været gift i 23 år uden af få børn. Ved hans fødsel blev den frygtede tronfølger Gaston d'Orleans udelukket. Af taknemmelighed modtog den nyfødte tilnavnet Dieudonné (den Gudgivne). Hans bror, hertug Filip 1. af Orleans, blev født i 1640.
Allerede som fireårig fulgte Ludvig den 14. maj 1643 sin far på tronen. Indtil 1651 var det imidlertid hans mor, der førte regeringen. Den faktiske magt lå hos minister kardinal Mazarin. Mazarin forberedte målrettet Ludvig på rollen som enevældig hersker. Skridt for skridt blev den unge konge involveret i magtudøvelsen og delte til sidst regeringsansvaret med Mazarin. På baggrund af de udenrigspolitiske succeser, som minister-kardinalerne Richelieu og Mazarin havde skaffet Frankrig, kunne Ludvig udvikle den franske enevælde i barokstil med et hofliv, som helt og holdent var tilpasset herskerens person. Efter Den westfalske fred, som afsluttede Trediveårskrigen i 1648, og Freden i Pyrenæerne med Spanien i 1659 var Frankrig den politisk og militært stærkeste magt i Europa. Med hjælp fra ministre som Colbert, Louvois, Lionne og kansleren Séguier styrkede han det statslige magtapparat og udvidede det militære, institutionelle og materielle grundlag for det franske monarkis magt. En negativ indflydelse på hans regering havde forfølgelsen af huguenotterne og Den spanske arvefølgekrig. Denne omfattende krig førte næsten til statsbankerot i 1713. Den blev afværget gennem en finansreform og massive besparelser.
I 1660 giftede Ludvig sig med Maria Theresia af Spanien. Efter hendes død i 1683 giftede han sig i hemmelighed morganatisk (til venstre hånd) med Madame de Maintenon. Ludvig overlevede sin søn Louis, le Grand Dauphin og sit ældste barnebarn, Louis de Bourgogne, og døde den 1. september 1715. Hans oldebarn fulgte ham som Ludvig 15. på tronen.
Ludvig 14. blev begravet i den af ham byggede Bourbonernes krypt i klosterkirken Saint-Denis. I 1793 blev hans særdeles velbevarede lig skændet sammen med andre kongers af franske revolutionære og endda i kort tid kastet i en grav. Hans balsamerede hjerte blev kort efter hans død bragt til jesuitterkirken i Rue St. Antoine i Paris, for at ligge ved siden af hans fars hjerte. Da kongedømmet blev genskabt efter Napoleons fald, blev alle de begravede hjerter ført til St. Denis, hvor de nu er i den smukt restaurerede krypt.

## Regeringstid

### De tidlige år
Efter at Ludvig 14. som fireårig arvede tronen i 1643, overtog hans mor Anna af Østrig regentskabet. Hun bekræftede straks kardinal Mazarin i stillingen som premierminister.
På dette tidspunkt var Frankrig i krig mod Habsburg. De franske armeer kæmpede i Trediveårskrigen mod både det Tysk-romerske rige og den spanske konge. Ganske vist sejrede de franske armeer, men krigen belastede statsfinanserne betydeligt. Indenrigspolitisk stod Anna overfor en heftig opposition, da byernes domstole og adelen tvivlede på hendes regering. Kardinal Mazarin var i opposition til dem. Anna viste sig dog at være ganske anderledes end ventet. Dronningen blev som spansk habsburger ved det franske hof forsmået i første omgang, men blev en overbevist franskmand. Hun tålte hverken nepotisme eller indskrænkelse af den kongelige autoritet i landet. Hendes generaler fik besked på at fortsætte kampen med uformindsket styrke. Mazarin styrede statens anliggender og fortsatte kardinals Richelieus politik med at koncentrere al statens magt i hænderne på kongen.
Med underskrivelsen af Den westfalske fred i 1648 var Frankrig den store sejrherre i Trediveårskrigen. Der kunne indsættes betydelige troppestyrker i krigen mod Spanien, men nu udbrød Fronde-oprøret (1648-1653), en åben borgerkrig mellem parlamentet i Paris og adelen mod kongens enevældige politik. Ludvigs mindreårighed blev brugt som begrundelse for oprøret. Oprørerne hævdede, at de kæmpede mod Mazarins negative indflydelse. Han blev som italiener ikke vurderet særlig højt. Især de kongelige prinser tog ham det ilde op, at han konsekvent udelukkede dem fra politisk indflydelse. Men parlamenterne (højesteretterne) var påvirket af den engelske borgerkrig og så en chance for at udbygge deres privilegier i forhold til kronen. Fronden blev slået i 1652, men uroen fortsatte til 1654. Ludvig 14. blev erklæret for myndig i 1651 og afsluttede sin mors regentskab. Kongen var endnu for ung til at regere og overdrog som forventet magten til Mazarin og ikke en af kongehusets prinser. I 1654 fulgte kroningen og salvingen af kongen i Reims, og ordenen var synligt for enhver genoprettet i kongeriget. Kroningen tjente som symbol på kontinuitet og Guds beskyttelse.
Under borgerkrigen gik kampen mod Spanien i stå. Fronden fik nu støtte fra Spanien. Da oprøret var slået ned, kunne Frankrig samle sine kræfter mod Spanien og opnåede sejre ved angreb på de Spanske Nederlande og en invasion af Spanien, som førte til besættelsen af Catalonien. I 1657 lykkedes det Mazarin at indgå et hemmeligt forbund med Oliver Cromwells England mod Spanien. Spanien så sig tvunget til at søge fred. Kong Filip 4. af Spanien tilbød Ludvig sin ældste datters (Maria Theresia af Spanien) hånd. I 1659 mødtes de to monarker på Fasanøen mellem Frankrig og Spanien og underskrev Freden i Pyrenæerne. Frankrig fik Roussillon i Pyrenæerne og Artois i de Spanske Nederlande foruden nogle mindre områder. Den spanske prinsesse afskrev sig arveretten til den spanske trone til gengæld for en medgift på 500.000 gulddaler, en sum som spanierne ikke kunne betale. Derved forblev Maria Theresia den ældste arveberettigede datter i det spanske kongehus. Ægteskabet mellem Ludvig og hans kusine Maria Theresia fandt sted den 9. juni 1660 i Saint-Jean-de-Luz. Allerede den 1. november 1661 blev deres søn Ludvig af Frankrig, le grand Dauphin, født.

### Enevælden
Siden Ludvig 14. barndom havde kardinal Mazarin regeret landet for ham. Førsteministeren havde et usædvanligt talent for politik og underviste selv kongen i statskunsten: Ludvig 14. fik en solid og særdeles omfattende uddannelse i statens forhold, jura, historie og militærstrategi samt forskellige sprog og videnskaber.
Da Mazarin døde den 9. marts 1661, var den 22-årige konge godt forberedt på sin kongegerning og meddelte statsrådet, at han ikke mere ville indsætte en ledende minister, men selv føre regeringen. Dette grundlag for regeringens førelse fastholdt han i sine betragtninger fra 1670 som grundlag for sin efterfølger. Hoffet og ministene var i starten irriterede over kongens idé. Kongen gik i gang med at skifte ud i regeringen og afskedigede en stor del af statsrådet. Selv hans mor blev udelukket, så kun de tre vigtigste ministre deltog i rådets møder. En af disse var finansministeren Nicolas Fouquet. Ludvig lod ham fængsle for korruption og højforræderi og udskiftede ham med Jean-Baptiste Colbert, som var ham tro. Fouquet havde bortsvindlet statspenge og ladet bygge fæstninger uden tilladelse fra kongen. Det tolkede Ludvig som forberedelse af en opstand. Den nye regering vedtog et reformprogram, som havde til formål at styrke erhvervslivet og videnskaben, kraftigt at udbygge flåden og hæren samt en dybtgående reform af bureaukratiet. Ludvig skrev til sin mor: "Jeg er ikke det fæ, som mange hoffolk har anset mig for at være"; kongen tog politikken og ansvaret særdeles alvorligt.
Den unge Ludvig 14. ville gøre indtryk på Europa. Han fik muligheden allerede i 1661 ved
Kuskestriden i London, som førte til, at Spanien måtte anerkende den franske konges forrang i Europa. Det stod klart for de europæiske hoffer, at Ludvig ikke havde til hensigt at være en svag konge. I 1662 indgik Frankrig og Holland en forsvarsalliance, og kort efter købte Ludvig byen Dunkerque af Karl 2. af England. Kongen ville ikke kun overraske verden politisk, men også udstille sin magt og rigdom ved prægtige hoffester, som var typiske for baroktiden. Han holdt i 1664 festen Plaisirs de l’Île enchantée (den fortryllede øs glæder). Europas fyrster var forbløffede og imponerede af den luksus, som disse fornøjelser var udtryk for, og begyndte i stigende grad at efterligne den franske konges livsstil. Hermed begyndte legenden om Solkongen.
I 1665 døde hans onkel og svigerfar Filip 4. af Spanien. Ludvig gjorde for første gang opmærksom på sin gemalindes arveret. Han krævede på vegne af hertugdømmet Brabants devolutionsret en arveandel for Frankrig, hvorefter døtre af første ægteskab har forrang. I Spanien sad Karl 2. af Spanien et degenereret barn på tronen, og barnets mor, Maria Anna af Østrig havde regentskabet. Regenten afviste de franske krav, og Ludvig forberedte sig på krig. I 1667 udbrød Devolutionskrigen. Ludvigs hærreformer var allerede gennemført i vidt omfang, og han havde interesse i at få afprøvet sine nye armeer. Han havde skabt en stående hær, en nyskabelse i tiden. Han havde professionelle soldater, som til stadighed var klar til indsats, strengt uddannede og disciplinerede og som regelmæssigt fik betaling og forsyninger. En hær på 70.000 mand marcherede ind i de Spanske Nederlande. En anden annekterede Franche-Comté. Spanien stod over for en fuldbyrdet kendsgerning og havde ingen muligheder for at værge sig. Sejren forekom at være uden begrænsninger, men nu følte Frankrigs allierede Holland sig truet af de franske troppers nærvær. De hollandske generalstater indgik i 1668 en tripelalliance med England og Sverige vendt mod Frankrig for at få gang i fredsforhandlingerne. Frankrig så sig nu tvunget til at mindske sine krav ved fredsforhandlingerne i Aachen. Ved Freden i Aachen (1668) beholdt Frankrig store områder i den vestlige del af de Spanske Nederlande, men måtte afgive Franche-Comté. Ludwig 14. kunne ikke tilgive, at hans egen allierede var faldet ham i ryggen, selv om han hidtil altid havde været Hollands største støtte og endda havde interveneret på Hollands side i 1666 i Den anden britisk-hollandske krig 1664-67. Han beskyldte åbent generalstaterne for utaknemmelighed og endda forræderi. Det afholdt ham dog ikke fra samme år at afholde den Grand Divertissement Royal i Versailles for at fejre sin triumf.

### Krigen mod Holland
Ludvig 14. havde nu to politiske mål: at straffe Holland og få rettet grænserne ud, hvilket i praksis betød erobring af yderligere spanske områder. Først ophævede han tripelalliancen, idet han i 1670 indgik et offensivt forbund med sin fætter Karl 2. af England. Derpå betalte han Sverige store subsidier for at indgå i en alliance. Derefter annekterede Frankrig hertugdømmet Lorraine, afsluttede talrige forbunds- og neutralitetsaftaler med nabofyrster – og isolererede Holland fuldstændigt udenrigspolitisk og militært. I 1672 erklærede Frankrig og England krig mod Holland, og den Hollandske krig (1672–1678) begyndte. Ludvig lod 120.000 mand overskride grænsen til Nederlands syv forenede provinser (bl.a. Holland). Det var ikke hans mål at annektere landet, men han ville statuere et eksempel og gennemtvinge handelsfordele. Det egentlige mål var at true Spanien. Franske tropper indtog stadig større områder, hollænderne tabte kampen, og kun åbningen af digerne og oversvømmelsen af store områder reddede dem fra et totalt militært nederlag. Johan de Witt blev afløst af Vilhelm 3. af Oranien som statholder. Han indgik straks et forbund med Spanien og den Tysk-romerske kejser Leopold I. Dermed havde Ludvig 14. også opnået sit andet politiske mål: Spanien og den Tysk-romerske kejser erklærede Frankrig krig. Efter at have trukket sine hære ud af Holland kunne Ludvig nu bruge dem mod Spanien og kejserriget. I 1674 annekterede han på ny Franche-Comté, men England trådte nu ud af krigen. Til fejring af sejren foranstaltede kongen sin tredje berømte fest, Festen i Versailles. Kampene trak ud til 1678 og forløb højst fordelagtigt for Frankrig. Ludvig holdt 280.000 mand under våben i krigen. Denne overmagt kunne de allieredes hære ikke modstå, og Frankrig vandt den Hollandske krig. I 1678-1679 blev Freden i Nijmegen afsluttet. Ved freden beholdt Frankrig næsten alle sine erobringer fra Spanien og det Tysk-romerske rige.
Ludvig 14.s indflydelse og dominans i Europa voksede yderligere. Kongen var dog ikke tilfreds, før den planlagte grænseudretning var nået. Derfor afskedigede han i 1679 sin udenrigsminister Marquis de Pomponne og erstattede ham med Colberts talentfulde bror Charles Colbert de Croissy. Til sikring af grænserne indledte Ludvig 14. udbygningen af den franske fæstningskæde. Fæstningsbygmesteren Sébastien Le Prestre de Vauban sikrede kongeriget med over 160 nye eller ombyggede fæstninger, som skulle forsvare Frankrigs territorium. Den i 1680 grundlagte fæstningsby Saarlouis i Saarland er et godt eksempel på dette grænseforsvar.
Efter den vellykkede krig opløste Frankrig ikke sine hære, men beholdt hele styrken under våben. Ludvig brugte den til gennemførelse af genforeninger, hvorved han yderligere kunne udbygge sine erobringer. Først annekterede han resten af Alsace, hvor han især havde blikket rettet mod Strasbourg, der havde fungeret som indfaldsport for de kejserlige tropper. Byen blev indtaget i 1681. I 1683 besatte Ludvig 14. den østlige del af de Spanske Nederlande, nemlig Luxembourg, i 1684 kurfyrstendømmet Pfalz, som blev omdøbt til den franske provins Saar. Samtidig blev den nedre del af Schelde besat, og en stor del af Flandern kom på franske hænder. Spanien protesterede kraftigt mod disse åbne aggressioner i fredstid og erklærede krig i 1683. Der var imidlertid ikke andre lande, som var klar til at gå i krig mod Frankrig. Kejser Leopold 1. var i særlig grad bundet af den Anden tyrkiske belejring af Wien. Derfor måtte Spanien straks anmode om fred. Ludvig indgik i 1684 en tyveårig våbenstilstand med Spanien og det Tysk-romerske rige og opnåede dermed den foreløbige anerkendelse af samtlige genforeninger. Dermed skulle Ludvig 14. ikke længere regne med modstand.

### På magtens tinde
Ludvigs politiske og militæriske overmagt var imponerende efter freden i Nijmegen. Frankrigs diplomater beherskede de bonede gulve. Det var blevet den dominerende flådemagt efter at det i 1660 knap nok havde to krigsskibe. Den franske hærs styrke og teknologiske overlegenhed var større end i noget andet land, erhvervslivet blomstrede og hele Europa efterlignede fransk kultur. På grund af de store sejre tildelte Paris i 1680 Ludvig titlen "den store" – (Ludovicus Magnus).
I de foregående år var Ludvig udover ekspansionen i Europa også beskæftiget med udvidelse af de franske kolonier. Udover kolonierne i Canada, som var blevet grundlagt i begyndelsen af det 17. århundrede, grundlagde han de første franske kolonier i Indien: 1673 Chandannagar, 1674 Pondicherry og øen Martinique i Vestindien. 1682 grundlagde La Salle en nye fransk koloni ved den nedre del af Mississippifloden og kaldte den til ære for kongen Louisiana. Derudover erhvervede kongen Haiti (1660), Fransk Guiana (1664), Senegal, dele af den afrikanske vestkyst og Madagaskar.
Indenrigspolitisk begyndte Ludvig 14. at udbygge sin kontrol over den franske statskirke. I november 1681 lod han afholde en kirkeforsamling, som vedtog den Gallikanske Deklaration, som i praksis fjernede pavens magt i Frankrig. Den franske konges indflydelse på den franske kirke var i forvejen meget stor, men nu måtte paven heller ikke sende delegater til Frankrig uden kongens tilladelse. Biskopper måtte ikke forlade landet uden forudgående tilladelse. Statsansatte måtte ikke udstødes af kirken på grund af handlinger begået i embedsmedfør. Alle kirkelige privilegier blev overdraget til kongen, og alle pavens indtægtskilder blev reguleret ved kongens billigelse. Paven nægtede at godkende disse regler og først mange år senere nåede Ludvig et kompromis med Vatikanet.
Ludvig styrkede nationens enhed ved at kæmpe for én religion: På det punkt fulgte han konsekvent i sine forgængeres fodspor, især Richelieus som altid frygtede en gentagelse af Huguenotkrigene. Hertil kom, at han var blevet opdraget i en streng tro, som anså protestantiske sjæle for at være udset til gennemgå helvedes kvaler, hvorfor han anså det for sin pligt at redde sine huguenottiske undersåtter. Han satte derfor den protestantiske befolkningsgruppe under pres, først og fremmest ved Fontainebleau-ediktet, som ophævede Nantes-ediktet som Henrik 4. havde udstedt i 1598. Hermed stoppede han en næsten 90 årig proces, der havde trængt kongemagten tilbage. Huguenotternes reformerte kirker blev ødelagt og protestantiske skoler lukket. På grund af Ludvig flygtede fra 1685 til 1730 omkring 200.000 (af 730.000) Huguenotter til udlandet – først og fremmest til Holland, Preussen, England og Nordamerika, hvor de, der i reglen var flittige og veluddannede håndværkere, bidrog til stigning i produktiviteten. Disse franske flygtninge påvirkede den protestantiske arbejdsmoral i Holland, hvorved den betydelige rigdom i landet voksede yderligere. Ny forskning har imidlertid vist, at antallet af flygtninge var for lavt til at afstedkomme større skader på den franske økonomi. Alligevel rystede Fontainebleau-ediktet Frankrigs anseelse i de protestantiske lande og en hård kerne på 20.000 huguenotter gennemførte et oprør i det centrale Frankrig (Kamisarden). Det store flertal gav dog efter for presset og konvertererede, også på grund af skattefordele og livsvarig fritagelse for militstjeneste. Endelig opstod ét katolsk Frankrig, ét enigt og stabilt Frankrig for Ludvig 14. og hans ministre og kardinaler.
I årene efter 1686 dannedes Augsburg Ligaen med både protestantiske og katolske lande mod Ludvigs erobringspolitik. Medlemmer var den Tysk-romerske kejser Leopold 1., Kurfyrstendømmet Bayern (Kurfyrst Maximilian 2. Emanuel), Brandenburg (Frederik Vilhelm den store af Brandenburg-Preussen), Holland, Spanien (Karl 2. af Spanien) og Sverige (Karl 11. af Sverige). Ludvig sendte igen tropper til Pfalz i 1688 for at understrege sit krav på landet og for at komme et angreb på Pfalz i forkøbet. Det førte til ødelæggelsen af Pfalz og en voksende konflikten mellem kongen og Ligaen. Den erklærede Frankrig krig, en krig som England tilsluttede sig efter Den glorværdige revolution i 1688. Krigen var den Pfalziske Arvefølgekrig (1688-1697).
Selv om Frankrig ikke på forhånd havde kunnet forberede sig på denne krig, havde det alligevel stort held: Franske armeer besatte de Spanske Nederlande og marcherede ind i det Tysk-romerske rige og erobrede talrige byer. Ligaens tropper var dårligere uddannet og talmæssigt underlegne. Og store dele af kejserens tropper var bundet i Den store tyrkiske krig. Alliancen kunne dårligt notere sig en enkelt sejr, men Ludvig blev dog ramt af et nederlag for flåden i slaget ved La Hougue i 1692. Det lykkedes ikke nogen af parterne at nedkæmpe fjenden. Især kunne de allierede ikke fordrive Frankrig fra kejserriget. Da Ludvig 14. indså, at han trods flere strategisk fordelagtige sejre, såsom slaget ved Neerwinden den 29. juli 1693, ikke kunne gennemtvinge en fred, begyndte han at indsætte sine diplomater som politiske våben. De udmattede modstandere begyndte at forhandle Freden i Rijswijk, og freden blev underskrevet i 1697. Ludvig forsøgte at få afsluttet en rimelig og stabil fred, som hans modstandere ville være tilfredse med. Derfor afgav han igen Luxembourg og Pfalz mod at få de øvrige genforeninger endeligt godkendt. Herudover anerkendte Ludvig 14. Vilhelm af Oranien som konge over England. På denne måske skulle Frankrig få mulighed for på længere sigt at komme sig over krigsanstrengelserne.

### De sidste år
Efter 1697 begyndte den spanske tronfølge i stigende grad at blive det vigtigste tema for Europas hoffer. Den spanske konge Karl 2. kunne ikke sikre arvefølgen. Det var uklart, hvem der skulle efterfølge ham. Såvel de franske bourboner som de tyske habsburgere gjorde arvekrav gældende. Både Ludvig 14. og kejser Leopold 1. havde giftet sig med døtre af Filip 4. af Spanien; men Ludvig havde giftet sig med den ældste datter, og hun havde aldrig opgivet sin arveret. Leopold havde derimod giftet sig med den yngste datter Margarita af Spanien og var af den opfattelse, at Spanien skulle forblive i habsburgernes besiddelse.
Andre stater frygtede at magtforholdet i Europa igen ville blive forskubbet, hvis enten Ludvig eller Leopold underlagde sig Spanien. Under disse omstændigheder indgik Ludvig 14. den første delingstraktat med Vilhelm 3. af England. Den bayerske prins Joseph-Ferdinand skulle have Spanien, og resten af de spanske besiddelser i Europa skulle deles mellem Ludvig og Leopold. Kejser Leopold accepterede denne aftale. Men Spanien afviste enhver deling af riget. Karl 2. besluttede sig i stedet for at indsætte den bayerske prins Joseph-Ferdinand som universalarving til alle besiddelser i håb om at såvel Ludvig som Leopold ville afstå fra deres rettigheder.
Da den lille bayerske prins døde i 1699, måtte denne plan opgives. Karl 2. ville imidlertid opretholde rigets enhed og besluttede sig for ærkehertug Karl, kejserens yngre søn, som arving. Dennes arvekrav blev dog formindsket af den anden delingstraktat mellem Frankrig og England. Efter denne skulle ærkehertug Karl ganske vist arve Spanien, men de spanske besiddelser i Italien skulle tilfalde Frankrig. Herefter afviste kejser Leopold at godkende den 2. delingstraktat og krævede den samlede spanske arv til sin søn Karl, hvorved han fornærmede både Frankrig, Holland og England.
Kort inden sin død i år 1700 skiftede Karl 2. mening. Han indsatte den franske kronprins' 2. søn hertugen af Anjou som sin universalarving. Hvis han uventet skulle arve den franske trone, så ville hans yngre bror, Herzog von Berry blive Spaniens nye konge. Hvis han heller ikke stod til rådighed, skulle ærkehertug Karl være hans arving. Hermed anerkendte Karl 2. bourbonernes legitime tronrettigheder, som stammede fra Maria Theresia af Spanien.
Da Ludvig 14. fik nyheden om den spanske konges død og nye testamente, stod han i en vanskelig situation. Skulle han godkende testamentet på sit barnebarns vegne eller fastholde den 2. delingstraktat med England, som kejser Leopold ikke havde anerkendt? Efter omhyggelige afvejninger med sine ministre besluttede han at acceptere den spanske arv, da en krig med kejseren alligevel ikke kunne undgås, og da Frankrig kunne indtage en bedre stilling overfor kejseren. Det blev anset for sikkert, at en afvisning af testamentet ikke kunne forhindre en krig, da kejser Leopold planlagde at bruge våbenmagt, hvis Frankrig insisterede på den 2. delingsaftale. Derfor udråbte Ludvig 14. sit barnebarn Filip d'Anjou til Filip 5. af Spanien. Ludvig gav ordre til øjeblikkelig besættelse af de spanske lydstater, inden Leopold kunne bemægtige sig dem.
På grund af bekymringen for at Frankrigs overmagt skulle vokse yderligere, forenede England, Holland og det Tysk-romerske rige sig til kamp mod Ludvig, hvorved den Store Koalition blev skabt. Den fransk-spanske alliance blev understøttet af Savoyen, Kurköln og Bayern, og nu udbrød den Spanske Arvefølgekrig (1702–1713). Frankrig forfulgte to mål. Det vigtigste var at få gennemført, at Filip 5. blev konge af Spanien. Hertil kom at Ludvig planlagde at gennemføre yderligere erobringer i Tyskland. Krigen forløb imidlertid ikke efter en planen. Frankrigs hære dominerede i starten slagmarkerne. Men de allierede mobiliserede nu alle til rådighed stående kræfter og udbyggede og moderniserede deres hære. Frankrig måtte under krigen opstille 680.000 soldater for at kunne danne en slagkraftig modvægt og holde de fjendtlige hære i det tysk-romerske rige engageret. Frankrigs statsfinanser blev overbelastede, og statskassen blev tømt. I 1708 så den militære situation så dårlig ud for Frankrig, at Ludvig 14. bad om fred. Da de allierede imidlertid opstillede uantagelige fredsbetingelser, blev forhandlingerne straks afbrudt. Senere vendte lykken igen til Frankrigs fordel, men der kom ikke nogen afgørelse. Alle krigsdeltagerne var møre, og de allierede stod også overfor en finansielt og økonomisk kollaps. Frankrig var klar over, at det ikke længere kunne besejre koalitionen, og koalitionen måtte erkende, at det var den umuligt at overvinde Frankrig eller fordrive Filip 5. fra Spanien.
Da kejser Josef 1. døde i 1711 og ærkehertug Karl blev ny kejser, anerkendte England i stigende grad faren for at Karl skulle komme til at styre såvel Spanien som kejserriget og indledte fredsforhandlinger med Frankrig. I 1713 underskrev England separatfreden i Utrecht med Ludvig og Filip og svækkede kejseren. Med franske troppers besættelse af Freiburg i november 1713 så kejser Karl 6. sig tvunget til også at indgå fred Freden i Rastatt. Derpå fulgte Freden i Baden mellem Frankrig og det Tysk-romerske rige.
Filip 5. forblev konge af Spanien og beholdt de spanske kolonier. Resten af de Spanske Nederlande og de italienske besiddelser tilfaldt kejseren. Dermed havde Frankrig opnået sit politiske hovedmål og placeret bourbonerne på Spaniens trone, men måtte dog samtidig opgive næsten alle militære erobringer. Alligevel var den habsburgske omklamring af Frankrig endegyldigt knust. I sine sidste år koncentrerede Ludvig sig hovedsagelig om at genoprette statsfinanserne ved besparelser og finansreformer foruden støtte til erhvervslivet. Da hans oldebarn Ludvig 15. endnu var ganske lille (født 1710), overdrog Ludvig i sit testamente regeringsmagten til sin nevø Filip 2. af Orléans, som skulle fungere som regent.
Da Ludvig 14. døde den 1. september 1715, havde han forøget det franske landområde mere end nogen af sine forgængere. Frankrig var den mægtigste stat og det kulturelle centrum i Europa. Fransk var i det 17. og 18. århundrede den gode smags sprog, på samme måde som engelsk senere blev til det globale handelssprog. I det 17. århundrede overtog fx den russiske adel franske sæder og talte hellere fransk end russisk. Det franske folk var – efter hollænderne – det mest velhavende i Europa. Erhvervslivet kom hurtigt på fode efter krigen og voksede i betydelig grad, selv om skatterne var forholdsvis høje.
Med hans død mistede Frankrig sin største, dygtigste og betydeligste hersker, hvis regering i høj grad prægede det franske monarki indadtil og udadtil, og hvis præstationer mange steder blev kopieret langt ud over de franske grænser.
På den anden side var befolkningen led og ked af deres gamle konge efter 72 års herredømme. De enorme finansielle belastninger fra den sidste krig tyngede både kongen og befolkningen. Den gamle konge indrømmede selv, at "intet rører mit hjerte og min sjæl dybere end er erkendelsen af at folket i mit rige er fuldstændigt udmarvet af den umådelige skattebyrde", som den Spanske Arvefølgekrig havde medført. Da hans lig blev lagt i graven, berettede politikommissær Pierre Narbonne: "Mange mennesker frydede sig over kongens død, og overalt hørte man violinspil." Og Voltaire så ved siden af sørgetoget "...små telte, hvor folket drak, sang og lo.“ Folket glædede sig over den nye konges regering og ville glemme de sidste hårde år i kampen om den spanske trone.

## Økonomi
Da Ludvig 14. tiltrådte regeringen i 1661 var Frankrigs statsfinanser stærkt anspændte på grund af den sidste krig med Spanien. Ludvig støttede i stor stil pengekredsløbet ved at bruge store summer på krige, hoffet, kunst og kultur. Store beløb forsvandt ved korruption i det franske bureaukrati. Ludvig skrev: "Da Mazarin døde var der megen uorden i forvaltningen af mit kongerige". Ludvig 14. satte sig for at at fjerne dette kaos og skabe orden i den franske stats organisation. Som det første lod han i 1661 sin finansminister Nicolas Fouquet fængsle, fordi denne havde beriget sig på statens indtægter for at kunne bygge det luksuriøse slot Vaux-le-Vicomte. Et tydeligt tegn til andre.
Ludvig 14. udnævnte derefter Jean-Baptiste Colbert, den mest berømte støtte af merkantilisten til generalkontrollør over finanserne. Posten som finansminister blev afskaffet og erstattet med et finansråd, som kongen og Colbert personligt ledede. Det var noget uhørt på en tid, hvor en konge egentlig ikke skulle bekymre sig om noget så usmart som penge. Ved at Colbert bekæmpede korruptionen og reorganiserede bureaukratiet, kunne han mere end fordoble skatteindtægterne uden at måtte opkræve nye skatter. På den måde blev det muligt for Ludvig at gennemføre en skattelettelse allerede i begyndelsen af sin regeringsperiode og opnå en hurtigere vækst i den franske økonomi. Erhvervslivet blev støttet med oprettelse af handelskompagnier og manufakturer. Især den franske luksusindustri blev snart den førende i Europa og Verden. Med varer såsom gobeliner, spejle, kniplinger, guldsmedearbejder og møbler, som var efterspurgt i hele Europa, opnåede kronen store overskud. Indadtil blev Nordfrankrig underlagt en toldunion for at fjerne de indenlandske handelshindringer. Colbert forsøgte at etablere en fælles toldmur for hele kongeriget, men kom til kort overfor lokale handelsprivilegier.
Det franske skattesystem bestod af omsætningsafgifter, salgsafgifter og jordskatter. Som følge af forældede regler fra feudalismens tid var adel og præsteskab fritaget fra direkte skatter, som i stedet måtte betales af bønderne og den fremadstræbende middelklasse. Formentlig blev den franske revolution også næret af forargelse over dette gamle skattesystem. Imidlertid kan man under Ludvig 14. konstatere en tendens til at underlægge adelen og gejstligheden direkte beskatning. De var i forvejen forpligtede til at betale indirekte skatter. Kongen indførte en kopskat, som knap ramte landets nederste lag. Selv prinserne af blodet og tronfølgeren måtte betale den højeste skattesats. På denne måde blev højadelen for første gang direkte involveret i finansieringen af statens udgifter.
Ved Ludvig 14. død var Frankrig det rigeste kongerige i Europa med statsindtægter over gennemsnittet, som langt oversted finanserne i andre lande. Imidlertid udgjorde statens gæld på grund af de store udfordringer i den Spanske Arvefølgekrig 2 mia. livres, et beløb, som først var betalt i 1725. Dette ændrede imidlertid ikke ved økonomiens enorme ydeevne. Frankrig besad det næststørste handelsvolumen og en klart positiv handelsbalance, kun hollænderne formåede at opnå større overskud med deres internationale handelskompagnier. Frankrig var et strukturelt stabilt og ressourcestærkt land, som med over indbyggere var det klart mest befolkede land i Europa.

## Kunst skaber politik
Ludvig 14. regeringstid kaldes med rette for "Grand Siècle". Kongen havde til hensigt, at lade de bedste kunstnere, arkitekter, malere, digtere, musikere og forfattere at arbejde for Frankrig. Han gennemførte et aldrig før set mæcenat med henblik på at påvirke hele det kunstneriske område i Frankrig, at præge og styre det så det blev en instrument for den kongelige politik. Kunsten blev indsat i forherligelsen af kongen og hans mål, helt efter barokt mønster. Kongens og statens anseelse skulle styrkes, derfor fik Ludvigs minister Colbert til opgave at støtte litteratur, kunst og videnskab. Ministeren blev overladt opgaven med at organisere kongens rygte. Talrige kongelige akademier blev grundlagt på alle områder af kunst og videnskab:
- 1663 Akademiet for inskriptioner og akademiet for maleri og billedkunst.
- 1666 Videnskabernes akademi
- 1671 Akademiet for arkitektur
- 1672 Akademiet for musik

Som led i kongens selviscenesættelse må man også se festerne i Versailles. Kongens repræsentative virksomhed tjente til at styrke statens anseelse i hele verden. Enkelte kunstnere nåede uanede højder i kongens tjeneste. Her bør især nævnes Jean-Baptiste Lully indenfor musik og dans, men også Molière, som forfattede utallige teaterstykker til Ludvig 14. Begge kunstnere fik ansvarlig for organisationen af de kongelige skuespil. Deruden støttede Ludvig mange andre berømte kunstnere: Indenfor litteraturen: Boileau, La Fontaine og Racine. Indenfor malerkunsten Le Brun, Rigaud og Mignard. Indenfor musikken – som Ludvig anså for vigtig i særlig grad – bl.a. Charpentier, Couperin, Delalande og Marais. Indenfor arkitektur Le Vau, Perrault, de Cotte foruden Hardouin-Mansart, som i kongens tjeneste prægede den franske barok, samt indenfor kunsthåndværk Coysevox og især Boulle. Indenfor videnskabernes område kunne Ludvig 14. trække nogle berømte forskere til Paris, heriblandt Cassini, Huygens og Coronelli, hvis arbejder han understøttede med store pengebeløb.

### Versailles
Bygningen af slottet i Versailles var en del af Ludvigs strategi for centralisering af magten. Ludvig 14. fuldende kardinalerne Richelieu og Mazarins bestræbelser og skabte en centraliseret, enevældig territorialstat. Han svækkede adelen ved hellere at gøre dem til medlemmer af sit hof end til regionale provinsherrer. Med det formål byggede han Versailles, et enormt palads udenfor Paris, hvortil hoffet flyttede den 6. maj 1682. Hofetiketten tvang adelen til at bruge enorme pengesummer på klæder og tiden på de baller, middage og andre festligheder, som udgjorde den daglige rutine ved hoffet. Ludvig 14. skal have haft fotografisk hukommelse, så han ved indtræden i en sal med et enkelt blik kunne fastslå hvem der var til stede. Derfor kunne ingen adelig, som var henvist til kongens gunst, risikere at blive væk. I stedet for at styre de lokale anliggender og beholde magten der, kappedes adelen nu om sådanne trivielle æresbevisninger som at måtte hjælpe kongen ved påklædningen. Herigennem kunne Ludvig fremme embedsadelen og indsætte borgerskabet i stillinger, som tidligere var forbeholdt aristokratiet. Således lå den politiske magt fast i hænderne på kongen.
Man kan ikke stærkt nok understrege, at Versailles ikke først og fremmest var et sted for kongens personlige fornøjelse, men derimod var et magtinstrument. Ved at knytte højadelen tæt til hoffet blev den ikke blot i et stigende personligt afhængighedsforhold til kongen, men blev også holdt fjernt fra oprør og magtforhold. Slottet var fyldt med politiske budskaber, som enhver besøgende fik at føle i form af rummenes indretning, malerier og skulpturer, haverne og alléerne. Meningen var følgende: Kongen er garant for fred, offentlig ro og statens velstand, den eneste stedfortræder for Gud på jorden og ingen har en tilsvarende magt.
Ludvig 14. daglige liv udspillede sig så vidt muligt i fuld offentlighed midt i en stort hofstat, som alt i alt omfattede omkring 20.000 personer. I det fornemme adelige hofselskab blandede der sig besøgende, tilskuere og supplikanter i stort tal i det store slotsanlæg.
I princippet havde enhver undersåt ret til at overrække kongen et bønskift. Efter 1661 havde Ludvig skabt regler for denne praksis, men samtidig støttet den. Monarken så en velkommen mulighed for derved at gøre sig fortrolig med de umiddelbare sorger og savn blandt sine undersåtter. Senere blev der i Versailles i gardens rum opstillet et stort bord hvor bønskrifterne blev afleveret. Indtil 1683 var Marquis de Louvois, Statssekretær for krigsvæsen og minister ansvarlig for viderebringelse af disse bønner. De blev derefter behandlet af den ansvarlige statssekretær og snarest – med en passende sagsfremstilling – forelagt kongen, som i hvert tilfælde personligt afgjorde sagen. ... Ved hoffet var der udover store fester teater og musikforestillinger og mange andre adspredelsesmuligheder, fra hasardspild til fornøjelser af den enkleste art.

### Paris
Ludvig 14. var en lidenskabelig bygmester. Udover hans store projekter i Versailles var Paris hans hovedinteresse. Det passer formentlig ikke, at Ludvig ikke kunne lide Paris, men alligevel kan man fornemme at hændelserne omkring Fronde-oprøret havde efterladt sig sine spor i hans tankesæt. Dengang stormede oprørere den unge konges soveværelse i Palais Royal, for at sikre sig, at han ikke var flygtet. Siden da var Ludvig overbevist om at Paris ikke var et sikkert sted at opholde sig. Det paladsanlæg, som han havde i tankerne kunne han heller ikke virkeliggøre i Paris, da han foretrak en vid udsigt og store vandflader. Alligevel forsømte han aldrig sin hovedstad og lod den tilflyde al mulig støtte. Det var hans mål at forvandle byen til et andet Rom og forskønne med talrige repræsentative bygninger og pladser.
Paris oplevede under Colbert tilsyn et byggeboom, som aldrig siden i historien. Ludvig lod Louvre ombygge, sløjfede byens mure og erstattede dem med brede boulevarder, talrige nye pladser (herunder Place des Victoires og Place Vendôme), hertil kom nye kirker (såsom St. Roch og Val-de-Grâce), broer (Pont Royal), parkanlæg (såsom Jardin des Tuileries og Champs-Élysées), triumfbuer og nye bydele (herunder Faubourgs St. Antoine og St. Honoré). Han gennemførte også praktiske foranstaltninger, såsom en gennemgribende brolægning, de første gadelygter og tidlige former for kloakering. Blandt disse byggeprojekter finder man også Hôtel des Invalides med Invalidekirken, hvor krigsinvaliderne kunne blive forsørget gratis foruden Hôpital Salpêtrière. Også Paris' observatorium til videnskabelige studier og Collège-des-Quatre-Nations, som indtil i dag tjener som sæde for Académie française hær med heri, ligesom grundlæggelsen af Comédie-Française. Paris voksede kraftigt og var med 700.000 indbyggere en af de største byer i verden, hvor der ved Ludvigs støtte til sidste boede 20 % af den intellektuelle elite i Europa. Den franske hovedstad blev til et byplanmæssig og kulturelt forbillede for hele kontinentet.

### Andre residenser
Det franske hof skiftede ofte opholdssted, men forlod kun sjældent Paris' omegn. Der var adskillige hovedresidenser i nærheden af hovedstaden, som længe havde tjent som residens for kongerne. Ludvig 14. søgte at udbygge og forskønne dem. I Fontainebleau lod han bygge en stor barok parterre i haven og byggede en nye stor kanal og en anlagde en ny park. I Saint-Germain-en-Laye blev den store akse skabt og haverne nyanlagt. Gennem havearkitekturen blev André Le Nôtre – skaberen af den franske barokhave – berømt i hele Europa.
I slotsparken ved Versailles lod han opføre et lystslot Grand Trianon, der ligesom slottet Marly-le-Roi var tænkt som en privatresidens for monarken. I Marly skabtes der efter 1678 et imponerende anlæg, der som det eneste ikke var tilgængeligt for offentligheden. Hertil trak Ludvig sig tilbage fra det hektiske og altid offentlige liv i Versailles. Her måtte man kun komme efter udtrykkelig indbydelse, og en sådan ære blev anset for at være den største ære, der kunne overgå en person ved hoffet. I omegnen af Versailles byggede medlemmer af kongehuset og hofadelen talrige slotte og parker. Her søgte de ro fra hoffet og gik på jagt eller inviterede kongen til fest. Alt dette kostede enorme summer, og adelen blev snart nødt til at at bede kongen om penge for at kunne opretholde levestandarden. På den måde voksede adelens afhængighed af kongen.

## Personlighed
Ludvig 14. havde en kompleks karakter. Han var kendt for sin charme og var altid høflig, når det var på sin plads. Selv overfor jævne kvinder skulle han tage hatten af. Hans vigtigste egenskaber var et urokkeligt menneskekendskab og en skarp forstand. Som monark udviste han en sådan arbejdsiver, at han overgik de fleste herskere i historien. Det faldt ham let at regere, da han havde en særdeles professionel holdning til sit arbejde. Det berettes, at han aldrig blev træt under møder og lyttede opmærksomt på alle som talte til ham. Ludvig 14. satte pris på høj uddannelse og hans viden om politik og historie var frygtet. Han var også kendetegnet af en stor viljestyrke, og han mødte smerter og livsfarlige situationer med fuld ligevægt og selvbeherskelse. Fx optrådte han få uger efter en operation, som var gennemført uden narkose. På den anden side var han også i høj grad selvcentreret og havde et højt selvværd. Han havde en stærk trang til at vinde ry og havde en stærk pligtfølelse overfor staten og sine undersåtter.
Som kavaler var Ludvig 14. forbilledlig. Hans tiltrækningskraft på smukke kvinder er legendarisk. Kvinder havde en stor rolle i hans liv, især som elskerinder. Hans familie betød meget for ham, især skænkede han sine børn stor opmærksomhed. Som far og bedstefar var han omsorgsfuld og kærlig, men kunne også være hård og ubøjelig. Hans udenomsægteskabelige børn vedkendte han sig uden undtagelse og gjorde dem til kongelige og giftede dem med prinser og prinsesser af blodet. Ludvig 14. selv var af middelhøjde og bar høje parykker for at virke højere. Samtidige beretter at han på grund af sit ydre virkede temmelig intimiderende. Som elsker af og mæcen for hofballetten dansede han yderst gerne med i offentlige forestillinger, indtil han fyldte 30. Han var også en god rytter, elskede jagt, skuespil og især musik. Han havde venskabelige forbindelse med talrige kunstnere. Molière, Lully og Le Nôtre havde hans særlige opmærksomhed. Enkelte historikere mener, at han havde arvet bourbonernes livsglæde, mediciernes kærlig til kunst og de spanske habsburgeres majestætiske værdighed. Ludvig prægede moden ved sin personlige smag: fx ved indførelsen af allongeparykken og justaucorps.

## Betydning
Ludvig 14. er den mest fremtrædende repræsentant for den monarkistiske enevælde. Han havde ganske vist ikke opfundet den, men udbyggede og grundfæstede den i Frankrig. I indenrigspolitikken er han kendetegnet ved effektiv styrkelse af den kongelige centraladministration for på den måde at svække traditionelle rivaler til magten såsom højadelen og stænderne. Hertil kom at Ludvig konsekvent opbyggede et effektivt net af 30 provinsledere, som virkede som kongens forlængede arm og på den måde kunne gennemføre kongens vilje effektivt ude i landet. Dette var sikkert et af de vigtigste fremskridt i hans regeringstid, men det var også hans lovgivningsarbejde indenfor retsplejen (Code Louis), Handelen, skibsfarten og slavehandelen (Code Noir), som tælles med til de største indenrigspolitiske præstationer i hans regeringstid. På skyggesiden af hans regering hører uden tvivl undertrykkelsen af huguenotterne, som er et eksempel på tidens religiøse intolerance og havde paralleller i hele Europa. Men ophævelsen af Nantes-ediktet i 1685 var en af de mest populære beslutninger i hele hans regeringstid.
Derimod kan anklagen om, at Ludvig 14. havde ført sit land i ruin, ikke understøttes af de historiske realiteter. Der var kun en økonomisk stagnation under den Spanske Arvefølgekrig, hvor skatterne også var usædvanligt høje, og hele den europæiske handel gik i stå. Både før og efter den udmarvende arvefølgekrig var bourbonernes rige usædvanligt produktivt og velstående.
Statsgælden i 1715 stammede ikke kun fra en overdreven hang til luksus og prestigebyggeri, men
skyldtes først og fremmest den påførte Spanske Arvefølgekrig, som havde gjort uhyre finansielle anstrengelser nødvendige. Endelig var statsgælden mindre belastende end man ofte antager, da den allerede var betalt tilbage ti år efter Ludvig 14.s død, og et balanceret statsbudget genoprettet.
De største succeser kan Ludvig fremvise på det udenrigspolitiske område. Han efterlod et stærkere, større og også strategisk bedre sikret Frankrig, som nu endelig var anerkendt som en førende flådemagt. Sikret ikke mindst fordi det var lykkedes ham i de sidste år af sin regeringstid at bryde habsburgernes omklamring af Frankrig.
For at opnå det måtte Ludvig udkæmpe lange krige, hvis omkostninger måtte betales af de brede folk. Alligevel var skatterne i hans tid ikke – som det gerne hævdes – ruinerende for undersåtterne. En betragtelig præstation indadtil og udadtil var ligeledes kunsten og den repræsentative politik. Herigennem havde Ludvig opnået at fransk kultur var næsten enerådende i Europa, hvilket den ville forblive indtil op det i det 19. århundrede.
Solkongen er altid blevet vurderet forskelligt alt efter tidsalder og politisk synsvinkel. Han var for republikanerne en enevældig afskyelighed og nationalisterne i Tyskland fremstillede ham som en røverkonge, der holdt Tyskland i et kvælergreb, og rent faktisk leverede Ludvig ved sin aggressive ekspansionspolitik et argument til de nationale strømninger i det fransk-tysk arvefjendskab. Andre ser ham som en pligtopfyldende og omsorgsfuld monark, som var en forløber for principperne i Oplysningstiden. I Frankrig æres han stadig for sin handlekraftige udvidelse af riget og tælles med blandt absolut vigtigste personer i Frankrigs historie. Den første forfatter, som skrev en omfangsrig historisk analyse af ham, var Voltaire, som gav ham følgende dom:
Han havde fejl og mangler, han begik fejl, men ville de, som fordømmer ham, have kunnet nå op på siden af ham, hvis de havde været i hans sted? […] Man vil ikke kunne udtale hans navn uden ærefrygt.

## Værker
- Mémoires pour l’instruction du Dauphin: Ludvig 14. politiske selvbiografi. Den blev egentlig skrevet for at indvie kronprinsen i politikkens hemmeligheder, idet kongen gør status over sine tidlige regeringsår. Den er skrevet efter 1670 og omfatter erindringer fra årene 1661, 1662, 1666, 1667 og 1668 samt "betragtninger over herskergerningen" fra 1679 og politiske råd til hans barnebarn Filip 5. af Spanien fra 1700. De udgør ikke blot en beretning om handlinger, men giver også et levende indtryk af monarkens verdensanskuelse og virkelighed. I slutningen af sin regeringstid ville Ludvig 14. brænde det hemmelige manuskript i kaminen, og kun behjertet indgriben fra hertugen af Noailles reddede manuskriptet. I 1749 overlod hertugen manuskriptet til det kongelige bibliotek.

- Manière de montrer les jardins de Versailles: Måden man skal se haverne ved Versailles. Denne rejsefører giver et meget nært indblik i kongens væsen. De kongelige haver var skabt af André Le Nôtre og skulle opfylde en politisk funktion. Deres udsagn som instrument for staten var entydigt. Ludvig 14. elskede sine haver højt, hvorfor han egenhændigt forfattede denne anvisning, hvormed det var muligt at møde haverne i deres logiske rækkefølge og dermed forøge den kunstneriske nydelse mest muligt. Der kendes seks versioner.

## Børn
Legitime børn med dronning Maria Theresia af Østrig:
1. Louis af Frankrig, dauphin de France (1661–1711)
2. Anne Elisabeth af Frankrig (18. november 1662–1662)
3. Marie Anne af Frankrig (16. november 1664–1664)
4. Marie Thérèse af Frankrig (1667 – 1672)
5. Philippe Charles af Frankrig , Hertug af Anjou (1668–1671)
6. Louis François af Frankrig , Hertug af Anjou (1672)

Udenomsægteskabelige børn:
Fire børn med Mademoiselle Louise de La Vallière:
1. Charles de Bourbon (19. november 1663 – 1665)
2. Philippe de Bourbon (7. januar 1665 – 1666)
3. Marie Anne de Bourbon, Mademoiselle de Blois, (1666–1739); ∞ Louis Armand de Bourbon, Prins af Conti
4. Louis de Bourbon, Jarl af Vermandois (3. Oktober 1667 – 1683)

Seks børn med Madame de Montespan:
1. Louis Auguste de Bourbon, Hertug af Maine (1670–1736)
2. Louis César de Bourbon,comte de Vexin (1672 – 10. januar 1683)
3. Louise Françoise de Bourbon, mademoiselle de Nantes (1673–1743); ∞ Louis de Bourbon, Prins af Condé Hertug af Bourbon, Monsieur le duc
4. Louise Marie Anne de Bourbon, Mademoiselle de Tours (12. november 1674 – 15. september 1681)
5. Françoise Marie de Bourbon mademoiselle de Blois (1677–1749); ∞ Filip af Orléans Hertug af Orléans, "Regent af Frankrig" (1715-1723)
6. Louis Alexandre de Bourbon, Jarl af Toulouse (1678–1737)

Et barn med Marie Angélique de Fontanges:
1. 1 Søn (1679)

## Forfædre
| Ludvig 14. Konge af Frankrig og Navarra | Ludvig 13. Konge af Frankrig og Navarra                                                     | Henrik 4. Konge af Frankrig og Navarra                       | Anton af Bourbon Hertug af Vendôme og Beaumont Prins af Frankrig |
| Ludvig 14. Konge af Frankrig og Navarra | Ludvig 13. Konge af Frankrig og Navarra                                                     | Henrik 4. Konge af Frankrig og Navarra                       | Johanna 3. af Navarra Dronning af Navarra Hertuginde af Albret   |
| Ludvig 14. Konge af Frankrig og Navarra | Ludvig 13. Konge af Frankrig og Navarra                                                     | Marie af Medici Regent af Frankrig Storhertuginde af Toscana | Franz 1. af Toscana Storhertug af Toscana                        |
| Ludvig 14. Konge af Frankrig og Navarra | Ludvig 13. Konge af Frankrig og Navarra                                                     | Marie af Medici Regent af Frankrig Storhertuginde af Toscana | Johanna Ærkehertuginde af Østrig                                 |
| Ludvig 14. Konge af Frankrig og Navarra | Anna af Østrig Regent af Frankrig Prinsesse af Spanien og Portugal Ærkehertuginde af Østrig | Filip 3. Konge af Spanien og Portugal Ærkehertug af Østrig   | Filip 2. Konge af Spanien og Portugal Ærkehertug af Østrig       |
| Ludvig 14. Konge af Frankrig og Navarra | Anna af Østrig Regent af Frankrig Prinsesse af Spanien og Portugal Ærkehertuginde af Østrig | Filip 3. Konge af Spanien og Portugal Ærkehertug af Østrig   | Anna Ærkehertuginde af Østrig                                    |
| Ludvig 14. Konge af Frankrig og Navarra | Anna af Østrig Regent af Frankrig Prinsesse af Spanien og Portugal Ærkehertuginde af Østrig | Margarete Ærkehertuginde af Østrig                           | Karl 2. Hertug af Steiermark Ærkehertug af Østrig                |
| Ludvig 14. Konge af Frankrig og Navarra | Anna af Østrig Regent af Frankrig Prinsesse af Spanien og Portugal Ærkehertuginde af Østrig | Margarete Ærkehertuginde af Østrig                           | Maria Anna Hertuginde af Bayern                                  |